# Mayerella limicola
Mayerella limicola är en kräftdjursart som beskrevs av Huntsman 1915. Mayerella limicola ingår i släktet Mayerella och familjen Protellidae. Inga underarter finns listade i Catalogue of Life.